# Martin Freeman
Martin Freeman (født 8. september 1971 i Aldershot) er en engelsk skuespiller. Han er især kendt for sin rolle som hobitten Bilbo Sækker i Peter Jacksons Hobbitten-trilogi.
Han er også kendt for sine roller i tv-serierne The Office (2001-03) og Sherlock (2010-) og i filmen The Hitchhiker's Guide to the Galaxy (2005). Nogle af hans første filmroller var i Ali G Indahouse (2002) og Love Actually (2003).

## Filmografi
| År   | Titel                                     | Rolle                   | Noter       |
| ---- | ----------------------------------------- | ----------------------- | ----------- |
| 1998 | I Just Want to Kiss You                   | Frank                   | Kort film   |
| 2000 | The Low Down                              | Solomon                 |             |
| 2001 | Round About Five                          | The Man                 | Short film  |
| 2001 | Fancy Dress                               | Pirate                  |             |
| 2002 | Ali G Indahouse                           | Richard Cunningham      |             |
| 2003 | Love Actually                             | John                    |             |
| 2004 | Blake's Junction 7                        | Vila                    | Short film  |
| 2004 | Call Register                             | Kevin                   |             |
| 2004 | Shaun of the Dead                         | Declan                  | Cameo       |
| 2005 | The Hitchhiker's Guide to the Galaxy      | Arthur Dent             |             |
| 2006 | Confetti                                  | Matt Norris             |             |
| 2006 | Breaking and Entering                     | Sandy Hoffmann          |             |
| 2007 | Dedication                                | Jeremy                  |             |
| 2007 | The Good Night                            | Gary Shaller            |             |
| 2007 | Hot Fuzz                                  | Met. Sergeant           |             |
| 2007 | Lonely Hearts                             | The Pig                 | Short film  |
| 2007 | The All Together                          | Chris Ashworth          |             |
| 2007 | Rubbish                                   | Kevin                   | Short film  |
| 2007 | Nightwatching                             | Rembrandt van Rijn      |             |
| 2008 | Rembrandt's J'Accuse                      | Rembrandt van Rijn      | Documentary |
| 2009 | Nativity!                                 | Paul Maddens            |             |
| 2009 | Swinging with the Finkels                 | Alvin Finkel            |             |
| 2010 | Wild Target                               | Hector Dixon            |             |
| 2010 | The Girl is Mime                          | Clive Buckle            | Short film  |
| 2011 | What's Your Number?                       | Simon                   |             |
| 2012 | The Pirates! Band of Misfits              | The Pirate with a Scarf | Voice       |
| 2012 | Animals                                   | Albert                  |             |
| 2012 | The Hobbit: An Unexpected Journey         | Bilbo Baggins           |             |
| 2013 | The World's End                           | Oliver Chamberlain      |             |
| 2013 | Svengali                                  | Don                     |             |
| 2013 | Saving Santa                              | Bernard D. Elf          | Voice       |
| 2013 | The Hobbit: The Desolation of Smaug       | Bilbo Baggins           |             |
| 2013 | The Voorman Problem                       | Dr. Williams            | Short film  |
| 2014 | The Hobbit: The Battle of the Five Armies | Bilbo Baggins           |             |
| 2015 | Midnight of My Life                       | Steve Marriott          | Short film  |
| 2015 | Tubby Hayes: A Man in a Hurry             | Narrator                | Documentary |
| 2016 | Whiskey Tango Foxtrot                     | Iain MacKelpie          |             |
| 2016 | Captain America: Civil War                | Everett K. Ross         |             |
| 2017 | Ghost Stories                             | Mike                    |             |
| 2017 | Cargo                                     | Andy                    |             |
| 2018 | Black Panther                             | Everett K. Ross         |             |